# Arrondissement Poitiers
Arrondissement Poitiers je francouzský arrondissement ležící v departementu Vienne v regionu Poitou-Charentes. Člení se dále na 15 kantonů a 87 obcí.

## Kantony
- Lusignan
- Mirebeau
- Neuville-de-Poitou
- Poitiers-1
- Poitiers-2
- Poitiers-3
- Poitiers-4
- Poitiers-5
- Poitiers-6
- Poitiers-7
- Saint-Georges-lès-Baillargeaux
- Saint-Julien-l'Ars
- La Villedieu-du-Clain
- Vivonne
- Vouillé